# Howeria kingsmilli
Howeria kingsmilli är en insektsart som beskrevs av Evans 1959. Howeria kingsmilli ingår i släktet Howeria och familjen Peloridiidae. Inga underarter finns listade i Catalogue of Life.